# Mads Mensah Larsen
Mads Mensah Larsen (Holbæk, 12 de agosto de 1991) es un jugador de balonmano danés, de padre ghanés, que juega de central o lateral izquierdo en el SG Flensburg-Handewitt y en la selección de balonmano de Dinamarca, con la que ha ganado la medalla de oro en los Juegos Olímpicos de Río de Janeiro 2016, en el Campeonato Mundial de Balonmano Masculino de 2019 y en el Campeonato Mundial de Balonmano Masculino de 2021.
También ha ganado la medalla de plata en el Campeonato Mundial de Balonmano Masculino de 2013, en el Campeonato Europeo de Balonmano Masculino de 2014 y en el Campeonato Mundial de Balonmano Masculino Junior de 2011.

## Palmarés

### Selección nacional
| Juegos Olímpicos   | Juegos Olímpicos             | Juegos Olímpicos  | Juegos Olímpicos |
| Año                | Lugar                        | Medalla           |                  |
| ------------------ | ---------------------------- | ----------------- | ---------------- |
| 2016               | Río de Janeiro               | Medalla de oro    |                  |
| 2020               | Tokio                        | Medalla de plata  |                  |
| Campeonato Mundial |                              |                   |                  |
| Año                | Lugar                        | Medalla           |                  |
| 2013               | España                       | Medalla de plata  |                  |
| 2019               | Alemania y Dinamarca         | Medalla de oro    |                  |
| 2021               | Egipto                       | Medalla de oro    |                  |
| 2023               | Polonia y Suecia             | Medalla de oro    |                  |
| 2025               | Croacia, Dinamarca y Noruega | Medalla de oro    |                  |
| Campeonato Europeo |                              |                   |                  |
| Año                | Lugar                        | Medalla           |                  |
| 2014               | Dinamarca                    | Medalla de plata  |                  |
| 2022               | Hungría y Eslovaquia         | Medalla de bronce |                  |
| 2024               | Alemania                     | Medalla de plata  |                  |

### AG København
- Liga danesa de balonmano (1): 2012

### Aalborg
- Liga danesa de balonmano (1): 2013

### Rhein Neckar-Löwen
- Bundesliga (2): 2016, 2017
- Supercopa de Alemania de balonmano (1): 2017
- Copa de Alemania de balonmano (1): 2018

### Flensburg
- Liga Europea de la EHF (1): 2024

## Clubes
- AG København ( -2012)
- Nordjæslland HB (2010-2011) (cedido)
- Aalborg HB (2012-2014)
- Rhein-Neckar Löwen (2014-2020)
- SG Flensburg-Handewitt (2020- )